# زنده باد (ترانه تیلور سوئیفت)
«زنده باد» (به انگلیسی: Long Live) تک‌آهنگی از هنرمند اهل ایالات متحده آمریکا تیلور سوئیفت و پائولا فرناندز است. این تک‌آهنگ برای آلبوم حالا صحبت کن (۲۰۱۰) منتشر شد.